# Krotoszyce
Pour la gmina, voir Krotoszyce (gmina).
Krotoszyce est une localité polonaise, siège de la gmina de Krotoszyce, située dans le powiat de Legnica en voïvodie de Basse-Silésie.

## Histoire
De 1742 à 1945, Kroitsch fait partie de l'arrondissement de Liegnitz dans le district de Liegnitz au sein de la province de Silésie